# ستيفان جرينيير (تنس)
ستيفان جرينيير (بالفرنسية: Stéphane Grenier)‏ مواليد 9 يناير 1968 في فان، هو لاعب كرة مضرب فرنسي سابق وكان يلعب باليد اليمنى. أعلى تصنيف له في الفردي كان المركز الـ 192 في سنة 1990. أعلى تصنيف له في الزوجي كان المركز الـ 245 في سنة 1988.

## روابط خارجية
- ستيفان جرينيير على موقع رابطة محترفي التنس (الإنجليزية)
- ستيفان جرينيير على موقع الاتحاد الدولي لكرة المضرب (الإنجليزية)
- ستيفان جرينيير على موقع خلاصة التنس.كوم (الإنجليزية)